# Susan Arnold
Susan E. Arnold (8 marzo 1954) è una dirigente d'azienda statunitense, presidente di The Walt Disney Company dal 2021 al 2023.

## Biografia
Di origine ebraica, ha conseguito una laurea presso l'Università della Pennsylvania e un master presso l'Università di Pittsburgh.
È dirigente operativa della Carlyle, una società di investimento azionario, da settembre 2013. Fa parte del consiglio di amministrazione della Walt Disney Company dal 2007, così come della società di investimenti Nature's Bounty Co. Da allora è stata anche membro del consiglio di amministrazione di McDonald's Co. Nel 2004 è diventata vice presidente di Procter & Gamble e presidente della società nel 2007. È entrata a far parte di Procter & Gamble nel 1980 e ha ricoperto diversi incarichi di gestione e di marketing prima di diventare la manager dell'attività di cosmetici di Procter & Gamble in Canada nel 1990. Nel 1999, ha assunto la responsabilità globale dell'attività di bellezza di Procter & Gamble, diventando così la prima donna a diventare presidente dell'azienda. Si è ritirata da Procter & Gamble il 1 settembre 2009. Secondo Forbes, Susan Arnold ha iniziato come assistente del marchio nel gruppo Dawn/Ivory Snow.
Nel 2002 è stata inserita nella classifica delle 50 imprenditrici più potenti della rivista Fortune, classificatasi al settimo posto nel 2008. Nel 2004 e nel 2005 è stata inserita nella lista delle 50 donne da tenere d'occhio del Wall Street Journal . È stata inserita più volte nell'elenco di Forbes delle donne più potenti del mondo e nel 2005 è stata la numero 16 nella lista ' 100 donne più potenti del mondo di Forbes. Ha servito per diversi anni nel comitato esecutivo di Catalyst, un'organizzazione senza scopo di lucro che lavora per il progresso delle donne nel mondo degli affari.
È apertamente lesbica.

### Disney
Il 1 ° dicembre 2021  Arnold è stata nominata per sostituire Bob Iger come presidente del consiglio di The Walt Disney Company ed è diventata la prima donna ad essere nominata a questa posizione nei 98 anni di storia della Disney. È diventata presidente il 31 dicembre 2021 e si è dimessa a gennaio del 2023.